# Sjatjerim
Sjatjerim är en sjö i Jokkmokks kommun i Lappland och ingår i Luleälvens huvudavrinningsområde. Sjön har en area på 1,72 kvadratkilometer och ligger 281,1 meter över havet. Sjön avvattnas av vattendraget Kvarnbäcken (Sjaterimbäcken).

## Delavrinningsområde
Sjatjerim ingår i det delavrinningsområde (740654-167645) som SMHI kallar för Utloppet av Sjatjerim. Medelhöjden är 301 meter över havet och ytan är 19,71 kvadratkilometer. Räknas de 3 avrinningsområdena uppströms in blir den ackumulerade arean 68,4 kvadratkilometer. Kvarnbäcken (Sjaterimbäcken) som avvattnar avrinningsområdet har biflödesordning 3, vilket innebär att vattnet flödar genom totalt 3 vattendrag innan det når havet efter 189 kilometer. Avrinningsområdet består mestadels av skog (44 procent) och sankmarker (42 procent). Avrinningsområdet har 2,49 kvadratkilometer vattenytor vilket ger det en sjöprocent på 12,6 procent.